# Farmersville (Illinois)
Farmersville es una villa ubicada en el condado de Montgomery en el estado estadounidense de Illinois. En el Censo de 2010 tenía una población de 724 habitantes y una densidad poblacional de 306,85 personas por km².

## Geografía
Farmersville se encuentra ubicada en las coordenadas 39°26′35″N 89°39′8″O / 39.44306, -89.65222. Según la Oficina del Censo de los Estados Unidos, Farmersville tiene una superficie total de 2.36 km², de la cual 2.34 km² corresponden a tierra firme y (0.88%) 0.02 km² es agua.

## Demografía
Según el censo de 2010, había 724 personas residiendo en Farmersville. La densidad de población era de 306,85 hab./km². De los 724 habitantes, Farmersville estaba compuesto por el 99.86% blancos, el 0% eran afroamericanos, el 0% eran amerindios, el 0% eran asiáticos, el 0% eran isleños del Pacífico, el 0.14% eran de otras razas y el 0% pertenecían a dos o más razas. Del total de la población el 0.55% eran hispanos o latinos de cualquier raza.